# Armorial des communes des Pyrénées-Atlantiques

Blason des Pyrénées-Atlantiques : Écartelé de Navarre, de Béarn, de Labourd et de Soule.
Blason de Navarre : de gueules aux chaines d'or disposées en croix, sautoir et orle, serties d'une émeraude en leur centre.
Blason du Béarn : D'or à deux vaches de gueules accornées et clarinées d'azur, passant l'une au-dessus de l'autre.
Blason du Labourd : Coupé d'or à un lion de gueules tenant de sa patte dextre un dard du même péri en barre, et d'azur à une fleur de lys du premier.
Blason de Foix : d'or à trois pals de gueules.
Blason d'Aragon : D'or à quatre pals de gueules.

- il comporte peu ou pas de sources.
- il reste des blasons à dessiner dans cet armorial.
- certaines figures sont encore dans un format bitmap et doivent être vectorisées.

Cette page dresse l'ensemble des armoiries (figures et blasonnements)connues des communes des Pyrénées-Atlantiques dotées à ce jour d'un blason. Les communes dotées de blasons fautifs d'un point de vue héraldique (armes à enquerre) sont mentionnés ainsi que leur état, mais les communes sans blason et celles arborant un pseudo-blason (dessin d'amateur pseudo-héraldique ressemblant vaguement à un blason, mais ne respectant aucune règle de construction héraldique), sont volontairement exclues de cet armorial. Leur nom et leur état sont mentionnés succinctement à la fin de chaque section.
- Haut – A
- B
- C
- D
- E
- F
- G
- H
- I
- J
- K
- L
- M
- N
- O
- P
- Q
- R
- S
- T
- U
- V
- W
- X
- Y
- Z

```
1 dessin(s) en attente (voir : M)
```

## A
| Blason de Aast | Blason  | D'argent à deux armes d'hast de sable (alias d'azur) passées en sautoir, sur le tout de gueules à deux vaches d’or passant l’une au-dessus de l’autre, accolées et clarinées d'or,. |
| Blason de Aast | Détails | Armes parlantes. Le statut officiel du blason reste à déterminer. |

| Blason de Abidos | Blason  | D'azur à une orfraie huppée d'argent, becquée et membrée de gueules, perchée sur un os du second posé en fasce. |
| Blason de Abidos | Détails | Le statut officiel du blason reste à déterminer.                                                                |

| Blason de Abos | Blason  | Écartelé en sautoir : au 1er de sinople à une cheminée d'or fumante d'argent et senestrée d'une usine du même, au 2d de gueules à un épi d'or feuillé de sinople, au 3e de gueules à une grappe d'or feuillée de sinople, et au 4e de sinople à une église d'argent soutenue de deux vaches affrontées d'or. |
| Blason de Abos | Détails | Le statut officiel du blason reste à déterminer. |

| Blason de Accous | Blason  | De sinople à trois épées d'argent rangées en fasce, celles des flancs basses.                                                |
| Blason de Accous | Détails | Inspiré des armes de Cyprien Despourrins, poète béarnais, natif du village. Le statut officiel du blason reste à déterminer. |

| Blason de Ahaxe-Alciette-Bascassan | Blason  | Écartelé : aux 1er et 4e d'azur à trois coquilles d'argent, parti d'or à trois trangles de gueules ; au 2d de gueules à trois coquilles d'argent, à une bordure engrêlée du même ; au 3e d'argent à une bande engrêlée de gueules accostée de deux coquilles du même. |
| Blason de Ahaxe-Alciette-Bascassan | Détails | Création adoptée par la mairie en 2002, reprenant sur un écartelé (sic) les armes des familles nobiliaires des trois villes ayant fusionné en 1842. Le statut officiel du blason reste à déterminer.                                                                  |

| Blason de Ahetze | Blason  | Parti au 1 d'or au lion de gueules tenant entre ses pattes une croix processionnelle à six clochettes, le tout de sable ; au 2 d'azur au bâton de pèlerin d'or posé en pal surmonté de deux coquilles du même. |
| Blason de Ahetze | Détails | Le statut officiel du blason reste à déterminer. |

| Blason de Aïcirits-Camou-Suhast | Blason  | D'argent chargé de trois écus : 1- D'azur à deux clefs d'or passées en sautoir adextrées d'un monde du même, au chef d'argent chargé de trois croix pattées de gueules (Aïcirits) 2- D'azur à un loup passant d'or armé et lampassé de gueules, à la bordure cousue du même chargée de huit flanchis d'or 2,2,2 et 2 (Camou) 3- D'or à trois chênes arrachés au naturel (Suhast). |
| Blason de Aïcirits-Camou-Suhast | Détails | Le statut officiel du blason reste à déterminer. |

| Blason de Aincille | Blason  | Écartelé : au 1er d'azur à un pont d'or maçonné de sable brochant sur une onde d'argent mouvante de la pointe et accompagné en chef de trois étoiles du même rangées en fasce ; au 2d d'or à une aigle de sable au vol abaissé ; au 3e de sinople à une vache d'or colletée et clarinée d'azur posée en pointe, surmontée d'une brebis au naturel accornée d'or ; au 4e d'azur à une église de profil d'or couverte du même, ajourée de sable, prolongée à dextre d'un porche abaissé d'or ouvert de sable, l'église surmontée à dextre d'un clocher d'or couvert du même et sommé d'une croisette de sable. |
| Blason de Aincille | Détails | Le statut officiel du blason reste à déterminer. |

| Blason de Ainhoa | Blason  | D'or à la divise haussée de gueules surmontée d'un flanchis d'azur et soutenue d'un cimeterre de gueules posé en fasce la pointe à senestre, celui-ci surmonté d'un croissant de sinople. |
| Blason de Ainhoa | Détails | Le statut officiel du blason reste à déterminer. |

| Blason de Alçay-Alçabéhéty-Sunharette | Blason  | D'azur au loup d'argent sortant d'une ruche d'or et à une quinzaine d'abeilles d'or voletant en tous sens tout autour. |
| Blason de Alçay-Alçabéhéty-Sunharette | Détails | Conflit héraldique : le loup est représenté passant devant la ruche. Le statut officiel du blason reste à déterminer.  |

| Blason de Aldudes | Blason  | Écartelé : au 1er d'azur à un carreau de gueules bordé d'or chargé du monogramme de la Sainte Vierge du même, sommé d'une croisette du même ; au 2d d'argent à trois palombes d'azur ; au 3e d'or au gant de lachua posé en bande et accompagné en chef d'une pelote, le tout au naturel ; au 4e de gueules à la lettre majuscule K (Kintoa) d'argent sommée d'une couronne royale d'or. |
| Blason de Aldudes | Détails | Conflit héraldique : le dessin présente une couronne surmontant le K et non le sommant. Le statut officiel du blason reste à déterminer. |

| Blason de Alos-Sibas-Abense | Blason  | D’or au pont de trois arches d’argent* maçonné de sable posé sur une champagne fascée ondée d’azur et d’argent et surmonté d’un soleil virgulé de huit rais de gueules, le tout sur une champagne tiercée en pal : au 1er d’or à une tour de sable ouverte et ajourée du champ, au 2d de gueules à une plume d’argent dans un encrier de sable*, au 3e d’azur à trois virgules d’argent rangées en chef. Devise / Cri«atzotik biharrera» (d'hier à demain). |
| Blason de Alos-Sibas-Abense | Détails | * Il y a là non-respect de la règle de contrariété des couleurs : ces armes sont fautives (argent sur or et sable sur gueules). |

| Blason de Amendeuix-Oneix | Blason  | Écartelé d'or à un sanglier de sable brochant sur un chêne de sinople, et d'un coupé ondé d'argent et d'azur. |
| Blason de Amendeuix-Oneix | Détails | Le statut officiel du blason reste à déterminer.                                                              |

| Blason de Andoins | Blason  | D'or au lion de sinople.                         |
| Blason de Andoins | Détails | Le statut officiel du blason reste à déterminer. |

| Blason de Anglet | Blason  | D’argent à trois pins de sinople issant d'ondes d’azur et du champ mouvant de la pointe, au chef de gueules chargé d’un léopard d’or tenant dans sa patte dextre un dard du même. |
| Blason de Anglet | Détails | Le statut officiel du blason reste à déterminer. |

| Blason de Anhaux | Blason  | D'azur à un pal d'argent accosté de deux coquilles du même. |
| Blason de Anhaux | Détails | Le statut officiel du blason reste à déterminer.            |

| Blason de Aramits | Blason  | De sinople à deux rapières basses d'argent passées en sautoir et surmontées d'un chapeau de mousquetaire de sable au panache d'argent. * Il y a là non-respect de la règle de contrariété des couleurs : ces armes sont fautives (sable sur sinople). |
| Blason de Aramits | Détails | |

| Blason de Arancou | Blason  | Écartelé au 1er de sinople à un pèlerin d'argent marchant de profil, tenant de la main senestre un bâton de sable, cantonné en chef de deux coquilles du second ; au 2d d'azur à l'église de profil d'or, surmontée à dextre d'un clocheton croisé du même, couverte au naturel et ajourée de sable ; au 3e d'azur à trois fasces ondées d'argent et une tête de léopard d'or brochante ; au 4e de sinople à trois gravures d'ossements d'animaux préhistoriques d'or, sans forme et rangées en pal. |
| Blason de Arancou | Détails | Le statut officiel du blason reste à déterminer. |

| Blason de Araujuzon | Blason  | Coupé-ondé mi-parti en chef : au 1 de Béarn ; au 2t de sinople à un épi de maïs d'or ; au 3 d'azur à un saint Martin auréolé coupant son manteau de son épée, le tout d'argent. |
| Blason de Araujuzon | Détails | Créé par JF Binon. Bulletin municipal No 20, avril 2013 |

| Blason de Arbérats-Sillègue | Blason  | De gueules à dix coquilles d'argent rangées en pal 3, 4 et 3. |
| Blason de Arbérats-Sillègue | Détails | Le statut officiel du blason reste à déterminer.              |

| Blason de Arbonne | Blason  | D'or au chêne tauzin arraché de sinople, senestré d'un ours levé de sable contre le fût de l'arbre, accompagné à dextre de deux clous du même posés en chevron versé. |
| Blason de Arbonne | Détails | Le statut officiel du blason reste à déterminer. |

| Blason de Arcangues | Blason  | Écartelé : au 1er d'argent à un arbre arraché de sinople, au lion de gueules passant brochant sur le fût ; aux 2d et 3e d'azur à la croix d'or ; au 4e de gueules à trois pigeons d'argent rangés sur une terrasse de sinople ; sur le tout, de gueules à trois chevrons d'or. |
| Blason de Arcangues | Détails | * Il y a là non-respect de la règle de contrariété des couleurs : ces armes sont fautives (sinople sur gueules). Le statut officiel du blason reste à déterminer. |

| Blason de Arette | Blason  | Écartelé de gueules à deux vaches d'or, la queue pendante, passant l'une sur l'autre, accornées, colletées et clarinées d'azur, et d'argent au sanglier de sable. |
| Blason de Arette | Détails | Le statut officiel du blason reste à déterminer. |

| Blason de Arhansus | Blason  | Parti : au 1er de sinople à saint Étienne d'or tenant une palme du même dans sa dextre et trois cailloux d'argent dans sa senestre, au 2d d'argent à la fasce ondée d'azur ; le tout sommé d'un chef de gueules chargé de chaînes d'or posées en orle, en croix et en sautoir. |
| Blason de Arhansus | Détails | Adopté fin 2015. |

| Blason de Armendarits | Blason  | Écartelé d'azur à un château d'argent ouvert et ajouré de sable ; et d'or à deux vaches passantes de gueules accornées du champ. |
| Blason de Armendarits | Détails | Le statut officiel du blason reste à déterminer.                                                                                 |

| Blason de Arnos | Blason  | Tiercé en pairle renversé : au 1er d'azur à une rose des jardins tigée et feuillée d'argent, posée en barre, au 2e d'or à deux vaches de gueules, accornées, colletées et clarinées d'azur, l'une au-dessus de l'autre, au 3e de sinople à un épi de maïs d'or. |
| Blason de Arnos | Détails | Le statut officiel du blason reste à déterminer. |

| Blason de Arraute-Charritte | Blason  | De sinople au lion d'argent.                     |
| Blason de Arraute-Charritte | Détails | Le statut officiel du blason reste à déterminer. |

| Blason de Arros-de-Nay | Blason  | D'or à cinq losanges de sable ordonnées trois et deux. |
| Blason de Arros-de-Nay | Détails | Le statut officiel du blason reste à déterminer.       |

| Blason de Arthez-de-Béarn | Blason  | D'or au lion de sinople lampassé de gueules ; au chef cousu de Foix |
| Blason de Arthez-de-Béarn | Détails | Le statut officiel du blason reste à déterminer.                    |

| Blason de Artiguelouve | Blason  | Écartelé : aux 1er et 4e d'azur à un croissant d'argent accompagné de trois étoiles d'or, au 2d d'argent à deux louves ravissantes affrontées d'or*, au 3e d'argent à une vache colletée et clarinée surmontée d'une couronne de marquis, le tout d'or*,. Armes parlantes. |
| Blason de Artiguelouve | Détails | * Il y a là non-respect de la règle de contrariété des couleurs : ces armes sont fautives (or sur argent). |

| Blason de Artix | Blason  | D’azur à une montagne d’argent, à un bouquet d’arbres de sinople sur une terrasse d'or pentue en barre brochant, et d'où meuvent deux cheminées d'usine fumant du second ; coupé de Béarn ; à la rivière d’argent ondée d'azur brochant sur la partition. |
| Blason de Artix | Détails | Différences entre dessin et blasonnement : La rivière sur l'écu dessiné ci-contre n'est pas colorée comme le blasonnement le spécifie. Le statut officiel du blason reste à déterminer.                                                                   |

| Blason de Arudy | Blason  | D'azur à un château d'argent surmonté d'une vache d'or. |
| Blason de Arudy | Détails | Le statut officiel du blason reste à déterminer.        |

| Blason de Arzacq-Arraziguet | Blason  | De gueules à un lévrier courant d'or surmonté d'un croissant du même, au chef cousu d'azur chargé de trois coquilles du second.                                |
| Blason de Arzacq-Arraziguet | Détails | * Il y a là non-respect de la règle de contrariété des couleurs : ces armes sont fautives (azur sur gueules). Le statut officiel du blason reste à déterminer. |

| Blason de Ascain | Blason  | D'or à un chêne au naturel fruité du champ, à un sanglier de sable brochant sur le fût ; à la bordure de gueules chargée de huit flanchis du champ.             |
| Blason de Ascain | Détails | Conflit héraldique : le dessin présente le sanglier défendu d'argent, ce que ne mentionne pas le blasonnement. Le statut officiel du blason reste à déterminer. |

| Blason de Ascarat | Blason  | Écartelé: au 1er d'azur au cep de vigne pampré d'argent et fruité d'or, au 2e d'argent à l'aigle essorante de sable posée sur un mont de sinople de trois coupeaux, au 3e d'argent à deux fasces de gueules, au 4e d'azur au cheval gai passant d'or surmonté de deux étoiles d'argent rangées en fasce et au franc-quartier senestre des barons militaires d'Empire. |
| Blason de Ascarat | Détails | Le statut officiel du blason reste à déterminer. |

| Blason de Astis | Blason  | Tiercé en pairle renversé: au 1 de sinople à un épi de maïs d'or, au 2 d'or à deux vaches de gueules, accornées, colletées et clarinées d'azur, l'une au-dessus de l'autre, au 3 d'azur à trois fasces ondées d'argent et à l'agneau pascal du même, la tête contournée, tenant une croix haute d'or à la bannière d'argent chargée d'une croisette pattée de gueules, brochant sur les fasces. |
| Blason de Astis | Détails | Créé par JF Binon. Site Internet de la commune, 2023. |

| Blason de Auriac | Blason  | Parti : au 1 de sinople à un lévrier arrété la tête contournée d’argent colletée de sable ; au 2 d’or à deux vaches de gueules accornées, colletées et clarinées d’azur l’une au dessus de l’autre, et, brochant sur la partion, en chef au nom de la commune AURIAC en lettres d’argent et en pointe à un portail en arcade d’argent maçonnés de sable et fermé de tenné, la serrure et les bris-d’huis de sable. |
| Blason de Auriac | Détails | Créé par JF Binon. Adopté 2023 |

| Blason de Aussevielle | Blason  | Tranché ondé: au 1er d'azur à l'agneau pascal contourné d'argent portant une croix haute d'or à la bannière d'argent chargée d'une croix latine de gueules, au 2e d'or à deux vaches de gueules accornées et clarinées d'azur rangées en bande. |
| Blason de Aussevielle | Détails | Le statut officiel du blason reste à déterminer. |

| Blason de Auterrive | Blason  | Écartelé de gueules à un héron essorant d'argent, et du même au lion du premier. |
| Blason de Auterrive | Détails | Le statut officiel du blason reste à déterminer.                                 |

| Blason de Ayherre | Blason  | Écartelé aux 1er et 4e de gueules à deux vaches passantes d'or rangées en pal, accornées, colletées et clarinées d'azur ; au 2d d'argent à un chêne arraché au naturel ; au 3e d'azur à une hydre d'argent à trois têtes. |
| Blason de Ayherre | Détails | Le statut officiel du blason reste à déterminer. |

Pas d'information pour les communes suivantes : Abère, Abitain, Agnos, Ainharp, Ainhice-Mongelos, Amorots-Succos, Andrein, Angaïs, Angous, Anos, Anoye, Araux, Arbouet-Sussaute, Arbus (Pyrénées-Atlantiques), Aren, Aressy, Argagnon, Argelos (Pyrénées-Atlantiques), Arget, Arhansus, Arnéguy, Aroue-Ithorots-Olhaïby, Arrast-Larrebieu, Arricau-Bordes, Arrien (Pyrénées-Atlantiques), Arrosès, Arthez-d'Asson, Artigueloutan, Assat, Asson, Aste-Béon, Athos-Aspis, Aubertin, Aubin (Pyrénées-Atlantiques), Aubous, Audaux, Auga, Aurions-Idernes, Aussurucq, Autevielle-Saint-Martin-Bideren, Aydie.
Asasp-Arros et Aydius portent toutes deux des pseudo-blasons.
- Haut – A
- B
- C
- D
- E
- F
- G
- H
- I
- J
- K
- L
- M
- N
- O
- P
- Q
- R
- S
- T
- U
- V
- W
- X
- Y
- Z

## B
| Blason de Baliros | Blason  | Écartelé : au 1er d'azur à l'agneau pascal d'argent, au 2e d'argent à trois bourdons de sable rangés en fasce, au 3e d'or à trois coquilles de gueules, au 4e d'argent à trois bandes d'azur |
| Blason de Baliros | Détails | Le statut officiel du blason reste à déterminer. |

| Blason de Bardos | Blason  | Écartelé d'azur à trois pals d'or, et de gueules à un ours d'or passant brochant sur un chêne arraché d'argent. |
| Blason de Bardos | Détails | Le statut officiel du blason reste à déterminer.                                                                |

| Blason de Bassussarry | Blason  | Parti de gueules à deux palombes d'argent rangées en pal, et de sinople à trois feuilles de chêne d'argent ; au chef cousu de sable* chargé d'une onde d'argent.      |
| Blason de Bassussarry | Détails | * Ces armes emploient le terme « cousu » dans le seul but de contrevenir à la règle de contrariété des couleurs : elles sont fautives : sable sur gueules et sinople. |

| Blason de Bastide-Clairence (La) | Blason  | Losangé d'or et de gueules, à la fasce du premier brochante. |
| Blason de Bastide-Clairence (La) | Détails | Le statut officiel du blason reste à déterminer.             |

| Blason de Bayonne | Blason  | De gueules à une tour talutée d'or, ouverte, ajourée et maçonnée de sable, posée sur une mer au naturel ondée d'or et de sable, accostée de deux lions affrontés du second brochant sur le fût de deux chênes au naturel englantés du second, et surmontée d'une fleur de lys du même. |
| Blason de Bayonne | Détails | Le blason en alias fut relevé par le Dictionnaire topographique Béarn-Pays Basque écrit par l'archiviste Paul Raymond en 1863. Le blason ci-contre a été adopté par le Conseil Municipal le 3 août 1919.                                                                               |
| Blason de Bayonne | Alias   | D'azur à une tour crénelée et talusée d'argent, ondée au naturel sous le pied, cantonnée à dextre d'un N couronné d'or, avec deux pins de sinople chargés chacun de sept fruits d'or posés en pal derrière deux lions du même.                                                         |

| Blason de Béguios | Blason  | Échiqueté d'argent et de sable,.                 |
| Blason de Béguios | Détails | Le statut officiel du blason reste à déterminer. |

| Blason de Béhorléguy | Blason  | D'argent à cinq fleurs de lys d'azur.            |
| Blason de Béhorléguy | Détails | Le statut officiel du blason reste à déterminer. |

| Blason de Bergouey-Viellenave | Blason  | Écartelé : au 1er d'azur à la croix de Saint Jacques cousue de gueules* chargée en cœur d'une coquille renversée d'or ; au 2e d'or au lion de gueules armé et lampassé d'azur ; au 3e d'or à la vache passante de gueules ; au 4e d'azur au pont de trois arches d'or posé sur deux trangles ondées d'argent. |
| Blason de Bergouey-Viellenave | Détails | * Ces armes emploient le terme « cousu » dans le seul but de contrevenir à la règle de contrariété des couleurs : elles sont fautives : gueules sur azur. . Le statut officiel du blason reste à déterminer.                                                                                                  |

| Blason de Bernadets | Blason  | D'azur à une tour d'or ajourée du champ et supportée de deux lions d'argent, surmontée de trois étoiles du même rangées en chef.               |
| Blason de Bernadets | Détails | Armes de la famille de Laussat, propriétaire du château de Bernadets du XVIIIe au XXe siècle. Le statut officiel du blason reste à déterminer. |

| Blason de Beyrie-sur-Joyeuse | Blason  | Écartelé de gueules à une aigle d'or, et d'argent au lion d'azur |
| Blason de Beyrie-sur-Joyeuse | Détails | Le statut officiel du blason reste à déterminer.                 |

| Blason de Biarritz | Blason  | D'azur à une barque montée par cinq hommes, dont l'un s'apprête à harponner une baleine qui plonge dans les flots, le tout au naturel; au chef d'or chargé de trois coquilles au naturel*, au franc-canton senestre de gueules à l'étoile d'argent. Devise / Cri« aura sidus mare adjuvant me » (j'ai pour moi les vents, les astres et la mer). |
| Blason de Biarritz | Détails | Les coquilles et coquillages pouvant avoir plusieurs couleurs, une représentation du blason avec des coquilles couleur bistre, senois ou autre, reste valable. Le statut officiel du blason reste à déterminer. |

| Blason de Bidache | Blason  | Écartelé : au 1er d'or au lion d'azur, aux 2d et 3e de gueules à trois flèches d'or versées et rangées en fasce, au 4e d'or au lévrier rampant de gueules et à la bordure de sable chargée de huit besants du champ ; sur le tout, de gueules à quatre otelles d'or posées en sautoir. |
| Blason de Bidache | Détails | Le statut officiel du blason reste à déterminer. |

| Blason de Bidarray | Blason  | De gueules à la crosse croisée de Roncevaux d'or accostée de deux coquilles du même. |
| Blason de Bidarray | Détails | Le statut officiel du blason reste à déterminer.                                     |

| Blason de Bidart | Blason  | Parti de sinople à une falaise d'argent mouvante du flanc dextre posée sur une mer du même, sommée d'un phare crénelé d'or ajouré du champ et enflammé de gueules ; et de gueules à un navire d'or voguant de front sur une mer d'argent mouvant de la pointe, équipé d'une voile du même chargée d'une croix basque contournée de sable et girouettée de sinople, une vergette d'or brochant sur la partition, accostée de dix billettes du même posées en pal 5 et 5. Devise / Cri« bidartean zuzena onena » (Le chemin le plus direct est le meilleur) |
| Blason de Bidart | Détails | Conflit héraldique : le phare n'est pas présenté crénelé et est dessiné ajouré de gueules. Armoiries adoptées par la commune en 1958. |

| Blason de Biriatou | Blason  | Coupé d'un parti de Labourd et de gueules à la rose des vents d'argent bordée d'or, à huit pointes principales parties d'or et de sable, brochant sur huit pointes secondaires d'or, et à une aiguille d'azur posée en barre la pointe en bas brochant sur le tout ; et d'azur à quatre ondes en filet d'argent et à un saumon courbé du même nageant sur le dos, issant de la troisième onde et brochant sur les premières. |
| Blason de Biriatou | Détails | Le statut officiel du blason reste à déterminer. |

| Blason de Bizanos | Blason  | Parti d’argent à une montagne au naturel surmontée de cinq langues de feu de gueules, au chef d’azur chargé de deux éperons adossés du champ posés en fasce ; et d’azur au sapin au naturel posé à dextre sur une terrasse de sinople* montant vers le milieu du flanc senestre et chargée d’une vache colletée et clarinée d’or. |
| Blason de Bizanos | Détails | * Il y a là non-respect de la règle de contrariété des couleurs : ces armes sont fautives (sinople sur azur). Le statut officiel du blason reste à déterminer. |

| Blason de Bonloc | Blason  | Parti d'or à la croix lancéolée et crossée de sinople, et d'azur à un bourdon du premier accompagné de trois coquilles du même mal ordonnées. |
| Blason de Bonloc | Détails | Le statut officiel du blason reste à déterminer.                                                                                              |

| Blason de Bosdarros | Blason  | Écartelé : aux 1er et 4e de gueules à un arbre d'or, au 2d du même à l'écu aux armes du Béarn, au 3e d'or à l'écu du même chargé de deux lions affrontés de gueules armés chacun d'un dard du même. Devise / Cri"Tortem en davant" |
| Blason de Bosdarros | Détails | Le statut officiel du blason reste à déterminer. |

| Blason de Briscous | Blason  | Parti d'or au lion d'azur ; et de gueules à un encrier et sa plume posée en barre, le tout d'argent ; coupé de sinople à une tour de saline d'or à la façade cousue de gueules ; à la bordure générale d'argent chargée sur les flancs de six gerbes de sinople 3 et 3. |
| Blason de Briscous | Détails | Le statut officiel du blason reste à déterminer. |

| Blason de Bruges-Capbis-Mifaget | Blason  | D’or à une vache passante et contournée de gueules, acollée, accornée et clarinée d'azur, sortant d'un bois de haute futaie de sinople. |
| Blason de Bruges-Capbis-Mifaget | Détails | Le statut officiel du blason reste à déterminer.                                                                                        |

| Blason de Bussunarits-Sarrasquette | Blason  | Écartelé : au 1er de gueules à la croix pommetée d'argent ; au 2d d'or à un sanglier de sable brochant sur le fût d'un chêne arraché de sinople ; au 3e d'or à l'aigle de gueules au vol abaissé ; au 4e de gueules à quatre coquilles d'argent rangées deux et deux. |
| Blason de Bussunarits-Sarrasquette | Détails | Le statut officiel du blason reste à déterminer. |

Pas d'information pour les communes suivantes : Baigts-de-Béarn, Balansun, Baleix, Baliracq-Maumusson, Banca, Barcus, Barinque, Barraute-Camu, Barzun, Bassillon-Vauzé, Bastanès, Baudreix, Bédeille (Pyrénées-Atlantiques), Bedous, Béhasque-Lapiste, Bellocq, Bénéjacq, Bentayou-Sérée, Béost, Bérenx, Berrogain-Laruns, Bescat, Bésingrand, Bétracq, Beuste, Beyrie-en-Béarn, Bidos, Bielle (Pyrénées-Atlantiques), Bilhères, Billère, Boeil-Bezing, Bonnut, Borce, Bordères, Bordes (Pyrénées-Atlantiques), Boucau, Boueilh-Boueilho-Lasque, Bougarber, Bouillon (Pyrénées-Atlantiques), Boumourt, Bourdettes, Bournos, Bugnein, Bunus, Burgaronne, Buros, Burosse-Mendousse, Bustince-Iriberry, Buziet, Buzy.
Biron (Pyrénées-Atlantiques) porte un pseudo-blason.
- Haut – A
- B
- C
- D
- E
- F
- G
- H
- I
- J
- K
- L
- M
- N
- O
- P
- Q
- R
- S
- T
- U
- V
- W
- X
- Y
- Z

## C
| Blason de Cadillon | Blason  | D'or fretté d'azur, à la fasce du même chargée d'un carpillon entre deux fleurs d'orchidées, le tout d'or. |
| Blason de Cadillon | Détails | Adopté en octobre 2021.                                                                                    |

| Blason de Cambo-les-Bains | Blason  | D'azur au lion d'or, à la bordure componée de gueules et du second. |
| Blason de Cambo-les-Bains | Détails | Le statut officiel du blason reste à déterminer.                    |

| Blason de Came | Blason  | Écartelé : au 1er de sinople à un épi de maïs d'or feuillé du même ; au 2d d'or à une chaise de sable ; au 3e d'or à une rivière cousue d'argent* en fasce soutenant une barque voguante de sable, au chef nuagé d'azur ; au 4e de sinople à une gerbe d'or ; au chef de gueules chargée de l'inscription "CAME" en lettres cousues de sable*.       |
| Blason de Came | Détails | Différences entre dessin et blasonnement : Le blason ci-contre n'est pas à jour ; le chef de gueules n'apparait pas ; la gerbe n'est pas représentée de sable mais d'or. * Ces armes emploient le terme « cousu » dans le seul but de contrevenir à la règle de contrariété des couleurs : elles sont fautives : argent sur or et sable sur gueules. |

| Blason de Camou | Blason  | D’azur au loup passant d’or; à la bordure cousue de gueules chargée de huit flanchis du second, 2, 2, 2 et 2. |
| Blason de Camou | Détails | * Ces armes emploient le terme « cousu » dans le seul but de contrevenir à la règle de contrariété des couleurs : elles sont fautives : gueules sur azur. Blason historique : la commune a été fusionnée avec les communes d'Aicrits et de Suhast en 1972. |

| Blason de Cardesse | Blason  | Coupé d'un parti de Foix et de Béarn, et d'or au chardon de sinople fleuri de pourpre, surmonté d'un listel d'argent frangé de gueules et chargé de l'inscription « CARDESSE » en lettres capitales d'azur. |
| Blason de Cardesse | Détails | Le statut officiel du blason reste à déterminer. |

| Blason de Carresse-Cassaber | Blason  | Écartelé : au 1er de gueules à deux vaches d’or accornées, colletées et clarinées d’azur passant l’une sur l’autre, au 2d d’argent à un arbre au naturel, au 3e d’argent à un cristal de gypse en fer de lance au naturel posé en pal, au 4e de gueules à deux épis de maïs d’or posés en pal côte à côte. |
| Blason de Carresse-Cassaber | Détails | Le statut officiel du blason reste à déterminer. |

| Blason de Chéraute | Blason  | Écartelé d'or au pin de sinople terrassé du même et au loup de gueules passant derrière le tronc de l'arbre, et de gueules au lion d'or ; sur le tout de sable au lion regardant d'argent . |
| Blason de Chéraute | Détails | Ces armes communales sont celles des Bela qui deviennent seigneurs du domec de Chéraute en 1525, et le restèrent jusqu'à la révolution. Le statut officiel du blason reste à déterminer.    |

| Blason de Ciboure | Blason  | D'argent à une mer d'azur, au cheval contourné du champ brochant sur le fût au naturel d'un chêne de sinople terrassé du même, fruité d'or et mouvant du chef, accosté de deux vaisseaux affrontés au naturel, voguant sur la mer. |
| Blason de Ciboure | Détails | Le statut officiel du blason reste à déterminer. |

| Blason de Coarraze | Blason  | D'or à deux brebis passantes de sinople, l'une au-dessus de l'autre, accolées et clarinées d'argent.                                  |
| Blason de Coarraze | Détails | Conflit héraldique : la brebis du dessus est présentée plus petite que celle du bas. Le statut officiel du blason reste à déterminer. |

| Blason de Conchez-de-Béarn | Blason  | D'or à la fasce de sable chargée de trois poires d'argent |
| Blason de Conchez-de-Béarn | Détails | Le statut officiel du blason reste à déterminer.          |

Pas d'information pour les communes suivantes : Cabidos, Camou-Cihigue, Çaro, Carrère (Pyrénées-Atlantiques), Castagnède (Pyrénées-Atlantiques), Casteide-Cami, Casteide-Candau, Casteide-Doat, Castéra-Loubix, Castet (Pyrénées-Atlantiques), Castetbon, Castétis, Castetnau-Camblong, Castetner, Castetpugon, Castillon (près d'Arthez-de-Béarn), Castillon (près de Lembeye), Caubios-Loos, Cescau (Pyrénées-Atlantiques), Cette-Eygun, Charre, Charritte-de-Bas, Claracq, Corbère-Abères, Coslédaà-Lube-Boast, Coublucq, Crouseilles, Cuqueron 
- Haut – A
- B
- C
- D
- E
- F
- G
- H
- I
- J
- K
- L
- M
- N
- O
- P
- Q
- R
- S
- T
- U
- V
- W
- X
- Y
- Z

## D
| Blason de Denguin | Blason  | D’argent à l’écusson losangé d’or et de sinople. |
| Blason de Denguin | Détails | Le statut officiel du blason reste à déterminer. |

| Blason de Domezain-Berraute | Blason  | Écartelé de gueules au faucon essorant d'argent, et du même au lion du premier. |
| Blason de Domezain-Berraute | Détails | Le statut officiel du blason reste à déterminer.                                |

Pas d'information pour les communes suivantes : Diusse, Doazon, Dognen, Doumy
- Haut – A
- B
- C
- D
- E
- F
- G
- H
- I
- J
- K
- L
- M
- N
- O
- P
- Q
- R
- S
- T
- U
- V
- W
- X
- Y
- Z

## E
| Blason de Eaux-Bonnes | Blason  | D'azur à un arbre terrassé de sinople* adextré d'un ours assis contourné de sable*, senestré d'un taureau furieux de gueules*, et accosté en chef de deux fleurs de lys d'argent. |
| Blason de Eaux-Bonnes | Détails | * Il y a là non-respect de la règle de contrariété des couleurs : ces armes sont fautives (trois couleurs différentes sur un champ de couleur).                                   |

| Blason de Eslourenties-Daban | Blason  | Coupé-ondé d'azur à une chaîne de montagnes d'or chargée d'un bouquet de trois fleurs de gueules boutonnées du second, pointées, tigées et feuillées de sinople, le tout mouvant de l'ondé ; et du premier à l'écusson aux armes du Béarn. |
| Blason de Eslourenties-Daban | Détails | Le statut officiel du blason reste à déterminer. |

| Blason de Espelette | Blason  | D’argent au lion de gueules.                     |
| Blason de Espelette | Détails | Le statut officiel du blason reste à déterminer. |

| Blason de Estérençuby | Blason  | De sinople à un pont au naturel maçonné de sable posé sur une mer d’argent en pointe, sommé d’une montagne du même accompagnée en chef de quatre étoiles d’or en fasce.                                                                |
| Blason de Estérençuby | Détails | Les constructions humaines n'ayant pas de couleur précise "au naturel", ces armes peuvent être représentées avec un pont de diverses couleurs sans en fausser la validité héraldique. Le statut officiel du blason reste à déterminer. |

| Blason de Etsaut | Blason  | Écartelé : au 1er de gueules à la montagne isolée de trois pics de sable* mouvant du flanc dextre, les pics décroissant vers senestre, et chargée en pointe de l’inscription d’or « 2606 » ; au 2d du même à deux vaches de gueules passant l’une au-dessus de l’autre, au 3e d’or à deux ours de sable contournés passant l’un au-dessus de l’autre, celui de la pointe plus petit, au 4e de gueules à un fort crénelé d’or, ajouré de deux rangées de six fenêtres, celles des flancs plus grandes et plus basses, surmonté de deux échauguettes, mouvant de la pointe et ouvert de sable. |
| Blason de Etsaut | Détails | Conflit héraldique : le château n'est pas représenté mouvant de la pointe mais du flanc senestre. * Il y a là non-respect de la règle de contrariété des couleurs : ces armes sont fautives (sable sur gueules en 1). |

Pas d'information pour les communes suivantes : Escos, Escot, Escou, Escoubès, Escout, Escurès, Espéchède, Espès-Undurein, Espiute, Espoey, Esquiule, Estialescq, Estos, Etcharry, Etchebar, Eysus
- Haut – A
- B
- C
- D
- E
- F
- G
- H
- I
- J
- K
- L
- M
- N
- O
- P
- Q
- R
- S
- T
- U
- V
- W
- X
- Y
- Z

## F
Aucune des communes des Pyrénées-Atlantiques dont l'initiale est F (Féas, Fichous-Riumayou) ne porte de blason à ce jour.

## G
| Blason de Gabat | Blason  | D'argent à trois Jarres de gueules.              |
| Blason de Gabat | Détails | Le statut officiel du blason reste à déterminer. |

| Blason de Gan | Blason  | Écartelé de Béarn, et d'azur à un gant versé d'argent, le pouce à dextre. |
| Blason de Gan | Détails | La commune utilise les armes ci-contre. Celles en alias proviennent de l'Armorial d'Hozier et n'ont aucune légitimité puisqu'elles ne sont qu'un écartelé de Foix et de Navarre. Armes parlantes. (gants) Le statut officiel du blason reste à déterminer. |
| Blason de Gan | Alias   | Écartelé de Foix et de Navarre. |

| Blason de Garlin | Blason  | D’or fretté de sinople, à la fasce de vair brochant sur le tout. |
| Blason de Garlin | Détails | Bien que le blason ci-contre soit correct, il inclut une fasce de vair de piètre qualité : il importe donc de ne pas utiliser cette image dans un but de référencement ou de sourçage. Le statut officiel du blason reste à déterminer. |

| Blason de Garris | Blason  | D'argent à trois sangliers de sable.             |
| Blason de Garris | Détails | Le statut officiel du blason reste à déterminer. |

| Blason de Gelos | Blason  | D'argent au tourteau d'azur bordé d'or, chargé d'une tête de cheval du champ mouvant du flanc, sommé d'une couronne du même brochante, surmonté de deux roseaux de sinople posés en chevron versé, les tiges passées en sautoir et soutenant un grêlier d'or*, ledit tourteau soutenu de deux branches de chêne de sinople, les tiges passées en sautoir en pointe. |
| Blason de Gelos | Détails | Différences entre dessin et blasonnement : couronne absente. * Il y a là non-respect de la règle de contrariété des couleurs : ces armes sont fautives (grelier d'or sur argent). Le statut officiel du blason reste à déterminer. |

| Blason de Ger | Blason  | Écartelé de sinople à un épi de maïs d'or, et d'argent à une branche de bruyère du premier. |
| Blason de Ger | Détails | Création de M. Denis Pécassou. Le statut officiel du blason reste à déterminer.             |

| Blason de Guéthary | Blason  | D’argent à une mer d’azur chargée d’une baleine contournée d’argent et d’une barque d’or à une voile de gueules brochant sur le champ, occupée par six pêcheurs au naturel, le premier à dextre contourné, le dernier à senestre harponnant la baleine ; le tout accompagné d’une falaise au naturel mouvant du flanc dextre, sur laquelle se tient un guetteur de sable. |
| Blason de Guéthary | Détails | Les couleurs "au naturel" peuvent être légèrement différentes selon les sources, sans pour autant entacher la validité de ces armes. Le statut officiel du blason reste à déterminer. |

| Blason de Guiche | Blason  | Coupé de gueules à une construction couverte en appentis, le tout d'or, à un large escalier de six marches du même convergeant vers une ouverture du champ grillagée de sable, à un étage soutenu de quatre piliers du second ajourés de sable ; et d'azur à une onde d'argent mouvant de la pointe, brochant sur une barque flottante et contournée du même, au chef du même chargé de quatre arbres coupés au naturel. |
| Blason de Guiche | Détails | Le statut officiel du blason reste à déterminer. |

| Blason de Gurs | Blason  | Tiercé en pairle renversé : au 1er d'or à deux vaches de gueules, accornées, colletées et clarinées d'azur, passant l'une au-dessus de l'autre, au 2e d'azur à un lion d'or, au 3e de sinople à trois fasces ondées d'argent. |
| Blason de Gurs | Détails | Créé par JF Binon.Site Internet de la commune, 2022. |

Pas d'information pour les communes suivantes : Gabaston, Gamarthe, Garindein, Garlède-Mondebat, Garos, Gayon, Gerderest, Gère-Bélesten, Géronce, Gestas, Géus-d'Arzacq, Geüs-d'Oloron, Goès, Gomer, Gotein-Libarrenx, Guinarthe-Parenties, Gurmençon
- Haut – A
- B
- C
- D
- E
- F
- G
- H
- I
- J
- K
- L
- M
- N
- O
- P
- Q
- R
- S
- T
- U
- V
- W
- X
- Y
- Z

## H
| Blason de Halsou | Blason  | Parti d'or au lion de gueules tenant dans sa patte dextre un dard péri en barre du même, et d'azur à l'aulne arraché du premier.                                                            |
| Blason de Halsou | Détails | Armes parlantes (Halsou provient de "haltz", signifiant "lieu ou abonde l'aulne" en basque. Le parti dextre reprend les armes du Labourd). Le statut officiel du blason reste à déterminer. |

| Blason de Hasparren | Blason  | D'azur à la croix ancrée d'or chargée d'un cœur de gueules. |
| Blason de Hasparren | Détails | Ces armes furent celles des Missionnaires Diocésains établis dans la commune en 1821. Elles sont attribuées à la ville en 1932 par l'héraldiste Jacques Meurgey. Le statut officiel du blason reste à déterminer. |

| Blason de Haut-de-Bosdarros | Blason  | Tiercé en pairle renversé: au 1 d'or à deux vaches de gueules, accornées, colletées et clarinées d'azur l'une au-dessus de l'autre, au 2 d'azur à un lis des jardins au naturel, au 3 de sinople à une église d'argent. |
| Blason de Haut-de-Bosdarros | Détails | Créé par JF Binon. PV du conseil municipal deu 24/05/2024 |

| Blason de Hélette | Blason  | De sable à deux lions d'argent rangés en fasce. |
| Blason de Hélette | Détails | Reprise des armes de la famille de Santa Maria, l'une des plus puissantes familles seigneuriales de la région, mentionnées pour la première fois en 1249. La municipalité utilise des armes fautives, dans lesquelles les lions sont passants et de gueules. |

| Blason de Hendaye | Blason  | D'azur à une baleine d'argent nageant dans une mer au naturel* mouvant de la pointe, surmontée de trois harpons d'or, deux passés en sautoir et un en pal, sommés en chef de la couronne royale accostée des lettres H et E capitales du même. |
| Blason de Hendaye | Détails | La couronne royale, souvenir du passage de Louis XIV, montre la reconnaissance d'Hendaye pour le roi qui en 1654 lui accorda son érection en communauté indépendante (auparavant Hendaye n’était qu’un quartier d’Urrugne). Les harpons et la baleine reprennent l'activité basque que fut la chasse au cétacé. Le statut officiel du blason reste à déterminer. |

Pas d'information pour les communes suivantes : Hagetaubin, Haux (Pyrénées-Atlantiques), Herrère, Higuères-Souye, L'Hôpital-d'Orion, L'Hôpital-Saint-Blaise, Hosta (Pyrénées-Atlantiques), Hours
- Haut – A
- B
- C
- D
- E
- F
- G
- H
- I
- J
- K
- L
- M
- N
- O
- P
- Q
- R
- S
- T
- U
- V
- W
- X
- Y
- Z

## I
| Blason de Ibarrolle | Blason  | Taillé de gueules à une chaîne de montagnes d'argent mouvant d'une cotice en barre d'azur brochant sur la partition et surmontée d'une croix basque virgulée d'or en franc-quartier ; et de sinople à un troupeau de huit brebis au naturel paissant, posées sans ordre en pointe, surmontées d'un bélier passant au naturel à la tête noire accornée d'or et accompagnées en chef d'un pèlerin au naturel marchant vêtu et capuchonné d'or, s'appuyant de la main senestre sur un bâton d’or. |
| Blason de Ibarrolle | Détails | Le statut officiel du blason reste à déterminer. |

| Blason de Idron-Ousse-Sendets | Blason  | D’or à la roue de sainte Catherine au naturel, vidée du champ et enfermant un cèdre au naturel ; au chef d’azur chargé d’une loche [poisson du lieu] d’argent. |
| Blason de Idron-Ousse-Sendets | Détails | Création de M. Christian Desplat. Le statut officiel du blason reste à déterminer.                                                                             |

| Blason de Iholdy | Blason  | D’or à la bande d’azur.                          |
| Blason de Iholdy | Détails | Le statut officiel du blason reste à déterminer. |

| Blason de Ilharre | Blason  | Coupé ondé mi-parti en chef : au 1 de gueules aux chaînes d'or posées en croix, sautoir et orle, au 2I d'or au gril de sable, la poignée en bas, au 3 d'azur à la fasce ondée d'argent. |
| Blason de Ilharre | Détails | Créé par JF Binon. Blason sur l'application PanneauPocket, 2024 |

| Blason de Irissarry | Blason  | D’azur à la bande accompagnée en chef d’un croissant renversé et en pointe de trois étoiles ordonnées en orle, le tout d'or. |
| Blason de Irissarry | Détails | Le statut officiel du blason reste à déterminer.                                                                             |

| Blason de Irouléguy | Blason  | De gueules à six billettes d'argent rangées en fasce, 3 et 3. |
| Blason de Irouléguy | Détails | Le statut officiel du blason reste à déterminer.              |

| Blason de Ispoure | Blason  | D'argent à un arbre coupé de sinople surmonté d'un pigeon contourné en vol de sable. |
| Blason de Ispoure | Détails | Le statut officiel du blason reste à déterminer.                                     |

| Blason de Isturits | Blason  | De gueules à la tour d'or, maçonnée et ajourée de sable, ouverte du champ, senestrée en chef d'une chauve-souris d'argent. |
| Blason de Isturits | Détails | Le statut officiel du blason reste à déterminer.                                                                           |

| Blason de Itxassou | Blason  | Écartelé : au 1er de Labourd, au 2d du Pays Basque, au 3e d’or à deux cerises liées au naturel et posées en pal, au 4e d’azur à un fronton d’or posé sur une champagne de sinople, un bâton de marche de sable brochant en barre sur le tout. |
| Blason de Itxassou | Détails | Le statut officiel du blason reste à déterminer. |

Pas d'information pour les communes suivantes : Idaux-Mendy, Idron, Igon, Issor, Izeste
- Haut – A
- B
- C
- D
- E
- F
- G
- H
- I
- J
- K
- L
- M
- N
- O
- P
- Q
- R
- S
- T
- U
- V
- W
- X
- Y
- Z

## J
| Blason de Jatxou | Blason  | Parti d'or au lion de gueules tenant de la patte dextre un dard péri en barre du même, et d'azur à la façade de chapelle du lieu d'argent, au clocheton du même ajouré du champ, portillé de tenné, le contour de l'ouverture maçonné de sable, la chapelle posée sur une champagne de sinople semée de points d'or sans ordre [fleurs de genêt]. |
| Blason de Jatxou | Détails | Le statut officiel du blason reste à déterminer. |

| Blason de Jaxu | Blason  | Coupé d'or à l'ours passant de sable et d'argent au buisson de sinople au pied nourri fleuri d'azur. |
| Blason de Jaxu | Détails | Le statut officiel du blason reste à déterminer.                                                     |

| Blason de Jurançon | Blason  | D’argent à l’inscription "Jurancon" en lettres capitales de sable, posée en barre et côtoyée de deux traverses alésées du même, accompagné en chef d’une grappe de raisin d’or* feuillée de sinople et en pointe de deux vaches colletées et clarinées de gueules passant l’une sur l’autre, le tout surmonté d’une couronne du troisième*. |
| Blason de Jurançon | Détails | * Il y a là non-respect de la règle de contrariété des couleurs : ces armes sont fautives (or sur argent). |

Pas d'information pour les communes suivantes : Jasses, Juxue 
- Haut – A
- B
- C
- D
- E
- F
- G
- H
- I
- J
- K
- L
- M
- N
- O
- P
- Q
- R
- S
- T
- U
- V
- W
- X
- Y
- Z

## L
| Blason de Laàs | Blason  | Écartelé : au 1er d'or à deux vaches de gueules l'une sur l'autre, accornées, onglées, colletées et clarinées d'azur, au 2e d'azur à un épi de maïs au trait d'or posé en barre, au 3e d'azur à une coquille renversée au trait d'or, au 4e à un poignard versé en bande d'azur, garni de gueules ; le tout sur une terrasse de gueules chargée d'une étoile d'azur*. |
| Blason de Laàs | Détails | * Il y a là non-respect de la règle de contrariété des couleurs : ces armes sont fautives (azur sur gueules). Adopté en 2015. |

| Blason de Labastide-Cézéracq | Blason  | Écartelé : au 1er d'or à une motte féodale de sinople sommée d'une tour de guet en bois au naturel, au 2e d'azur à une roue de moulin d'or, au 3e d'azur à une roue de moulin d'argent, au 4e de Béarn. |
| Blason de Labastide-Cézéracq | Détails | Conflit héraldique : la tour de guet est présentée ajourée du champ, ce que ne mentionne pas le blasonnement. Le statut officiel du blason reste à déterminer.                                          |

| Blason de Labastide-Villefranche | Blason  | D'or à deux vaches de gueules, accornées, colletées et clarinées d'azur, l'une sur l'autre, accompagnées en pointe de quatre roseaux à massette d'or, empoignés par deux, les massettes posées en chevron renversé ; à la bordure crénelée d'azur. |
| Blason de Labastide-Villefranche | Détails | Le statut officiel du blason reste à déterminer. |

| Blason de Lagor | Blason  | D'azur à un cœur d'argent transpercé de deux flèches d'or, la pointe en bas, passées en sautoir, accompagné de treize étoiles du même posées en cercle. |
| Blason de Lagor | Détails | Le statut officiel du blason reste à déterminer. |

| Blason de Lagos | Blason  | Tiercé en pairle renversé: au 1) de sinople à un chêne d'argent, au 2) d'or à deux vaches de gueules accornées, colletées et clarinées d'azur, l'une au-dessus de l'autre, au 3) d'azur à un lièvre bondissant d'or accompagné en pointe d'une trangle ondée d'argent. |
| Blason de Lagos | Détails | Créé par JF Binon. Adopté le 29 mars 2022 |

| Blason de Lahonce | Blason  | De France Ancien, chargé de deux crosses d'or passées en sautoir brochant sur le tout.                       |
| Blason de Lahonce | Détails | Ces armes sont celles des Chanoines réguliers de Prémontré. Le statut officiel du blason reste à déterminer. |

| Blason de Lahourcade | Blason  | Écartelé ondé: au 1) d'or à deux vaches de gueules accornées, colletées et clarinées d'azur, au 2) d'azur à une grappe de raisin feuillée d'or, au 3) d'azur à un épi de maïs d'or, au 4) d'or à un clocher (du lieu) d'argent essoré de sable ajouré d'argent |
| Blason de Lahourcade | Détails | Créé par JF Binon. Adopté 2022 |

| Blason de Larceveau-Arros-Cibits | Blason  | Écartelé : au 1er d'argent à deux fasces de sable ; au 2d parti de sable à trois châteaux d'or ouverts et ajourés du champ et rangés en pal, et d'un coupé-dentelé d'argent et d'azur ; au 3e d'or à un sanglier de sable défendu d'argent brochant sur le fût d'un arbre arraché de sinople ; au 4e d'argent au sautoir de gueules chargé en cœur d'une étoile d'or. |
| Blason de Larceveau-Arros-Cibits | Détails | Le statut officiel du blason reste à déterminer. |

| Blason de Laroin | Blason  | Écartelé : au 1er de gueules à un pressoir à vis d’argent, au 2d d'argent à l'hameçon de gueules et au poisson d'argent dans l'hameçon, au 3e d’argent à la vache de gueules, au 4e du même au panier de châtaignier avec son anse, le tout d’argent. |
| Blason de Laroin | Détails | Conflit héraldique : le pressoir est présenté cerclé de sable. Le statut officiel du blason reste à déterminer. |

| Blason de Larrau | Blason  | De gueules au lion d'or.                         |
| Blason de Larrau | Détails | Le statut officiel du blason reste à déterminer. |

| Blason de Laruns | Blason  | D'azur à un hêtre terrassé de sinople, adextré d'un ours assis contourné de sable, senestré d'une vache de gueules, la queue tournée au-dessus du dos, l'extrémité vers senestre, l'arbre accosté en chef de deux fleurs de lys d'or. |
| Blason de Laruns | Détails | * Il y a là non-respect de la règle de contrariété des couleurs : ces armes sont fautives (sinople, sable et gueules sur azur). |

| Blason de Lasseube | Blason  | Échiqueté d’argent et de gueules, au chef d’azur chargé de trois étoiles d’or. |
| Blason de Lasseube | Détails | Le statut officiel du blason reste à déterminer.                               |

| Blason de Lecumberry | Blason  | D'azur à la fasce échiquetée d'argent et de gueules à deux tires accompagnée de trois coquilles du second ; parti d'or à deux sangliers de sable rangés en pal. |
| Blason de Lecumberry | Détails | Le statut officiel du blason reste à déterminer. |

| Blason de Lembeye | Blason  | D'or à une vache de gueules clarinée d'azur, brochant sur une tour du même surmontée d'un croissant du second.                                                    |
| Blason de Lembeye | Détails | Le gueules sur azur peut sembler être une enquerre, mais reste tolérable au vu de la situation (armes du Béarn). Le statut officiel du blason reste à déterminer. |

| Blason de Lescar | Blason  | De gueules à un croissant d’argent surmonté d’une étoile d’or. |
| Blason de Lescar | Détails | Le statut officiel du blason reste à déterminer.               |

| Blason de Lestelle-Bétharram | Blason  | D'azur à un Mont de Calvaire surmonté d'une étoile, le tout d'or, adextré du Béarn. |
| Blason de Lestelle-Bétharram | Détails | Le statut officiel du blason reste à déterminer.                                    |

| Blason de Limendous | Blason  | D'azur à deux bandes ondées abaissées d'argent, accompagnées en chef à senestre d'un lys des jardins du même, tigé et feuillé de sinople ; au franc-quartier d'or chargé de deux vaches de gueules, accornées, accolées et clarinées d'azur, l'une au-dessus de l'autre. |
| Blason de Limendous | Détails | Le statut officiel du blason reste à déterminer. |

| Blason de Lons | Blason  | D’argent au pin arraché de sinople fruité du champ, adextré d’une étoile d’azur et senestré d’une ourse (pièce de monnaie trouée) de gueules.                         |
| Blason de Lons | Détails | Utiliser une vire sur ces armes au lieu d'une "ourse" (pièce de monnaie trouée) ne rendra pas les armes incorrectes. Le statut officiel du blason reste à déterminer. |

| Blason de Louhossoa | Blason  | D'or à trois fleurs de lys d'azur accompagnées en chef d'une croisette ancrée de gueules. |
| Blason de Louhossoa | Détails | Le statut officiel du blason reste à déterminer.                                          |

| Blason de Lussagnet-Lusson | Blason  | Tiercé en pairle renversé : au 1er de gueules à une rose des jardins, tigée, feuillée et contournée d'argent, au 2e de sinople à une croix de Saint-Jacques d'or, au 3e d'or à deux vaches de gueules, accornées, colletées et clarinées d'azur, passant l'une sur l'autre ; au chef d'azur à une foi alésée d'argent soutenue d'une burelle ondée du même et accostée de deux lettres L gothiques d'or. |
| Blason de Lussagnet-Lusson | Détails | Le statut officiel du blason reste à déterminer. |

| Blason de Luxe-Sumberraute | Blason  | Deux écus accolés : De gueules à trois chevrons d'or et D'argent au lion de sable. |
| Blason de Luxe-Sumberraute | Détails | Le statut officiel du blason reste à déterminer.                                   |

| Blason de Lys | Blason  | De sinople au chef d'argent chargé d'une montagne de trois pics d'azur ; à la tige d'or feuillée de quatre pièces opposées deux à deux, sommée d'une fleur de lys, le tout d'or, brochant et mouvant de la pointe. |
| Blason de Lys | Détails | Armes parlantes. Adopté le 18 février 2020. |

Pas d'information pour les communes suivantes : Laà-Mondrans, Labastide-Monréjeau, Labatmale, Labatut (Pyrénées-Atlantiques), Labets-Biscay, Labeyrie (Pyrénées-Atlantiques), Lacadée, Lacarre, Lacarry-Arhan-Charritte-de-Haut, Lacommande, Lacq, Laguinge-Restoue, Lahontan, Lalongue, Lalonquette, Lamayou, Lanne-en-Barétous, Lannecaube, Lanneplaà, Lantabat, Larressore, Larreule (Pyrénées-Atlantiques), Larribar-Sorhapuru, Lasclaveries, Lasse (Pyrénées-Atlantiques), Lasserre (Pyrénées-Atlantiques), Lasseubetat, Lay-Lamidou, Ledeuix, Lées-Athas, Lème, Léren, Lescun (Pyrénées-Atlantiques), Lespielle, Lespourcy, Lichans-Sunhar, Lichos, Licq-Athérey, Livron (Pyrénées-Atlantiques), Lohitzun-Oyhercq, Lombia, Lonçon, Loubieng, Lourdios-Ichère, Lourenties, Louvie-Juzon, Louvie-Soubiron, Louvigny (Pyrénées-Atlantiques), Luc-Armau, Lucarré, Lucgarier, Lucq-de-Béarn, Lurbe-Saint-Christau
Lée porte un pseudo-blason.
- Haut – A
- B
- C
- D
- E
- F
- G
- H
- I
- J
- K
- L
- M
- N
- O
- P
- Q
- R
- S
- T
- U
- V
- W
- X
- Y
- Z

## M
| Blason de Macaye | Blason  | D'azur à une montagne à deux coupeaux d'argent mouvant de la pointe, surmontée d'un soleil d'or. |
| Blason de Macaye | Détails | Le statut officiel du blason reste à déterminer.                                                 |

| Blason de Mauléon-Licharre | Blason  | De gueules au lion d'or, au chef de France.      |
| Blason de Mauléon-Licharre | Détails | Le statut officiel du blason reste à déterminer. |

| Blason de Mazères-Lezons | Blason  | De sinople à deux bourgeons tigés, arqués, adossés et liés par un cordon d'or, chaussé du même, au chef d'azur.                                                |
| Blason de Mazères-Lezons | Détails | * Il y a là non-respect de la règle de contrariété des couleurs : ces armes sont fautives (azur sur sinople). Le statut officiel du blason reste à déterminer. |

| Blason de Méharin | Blason  | D'or au lion d'azur armé, vilené et lampassé de gueules. |
| Blason de Méharin | Détails | Le statut officiel du blason reste à déterminer.         |

| Blason de Mendive | Blason  | De gueules à deux fasces d'or accompagnées de deux coquilles d'argent en abîme et de trois croix du Temple d'or deux en chef et une en pointe. |
| Blason de Mendive | Détails | Le statut officiel du blason reste à déterminer.                                                                                               |

| Blason de Mesplède | Blason  | D'or, coupé, au premier parti, en 1 de Béarn, en 2 au lion de sinople, en pointe à une nèfle. |
| Blason de Mesplède | Détails | Le statut officiel du blason reste à déterminer.                                              |

| Blason de Mirepeix | Blason  | D'azur à une levrette dressée d'argent, colletée de gueules, accompagnée de trois arbres de sinople*.                                                          |
| Blason de Mirepeix | Détails | * Il y a là non-respect de la règle de contrariété des couleurs : ces armes sont fautives (sinople sur azur). Le statut officiel du blason reste à déterminer. |

| Blason de Momas | Blason  | D’or à deux ours en pied affrontés de sable, armés et lampassés de gueules. |
| Blason de Momas | Détails | Le statut officiel du blason reste à déterminer.                            |

| Blason de Moncaup | Blason  | D'or à une montagne de trois coupeaux, deux de sinople sommés d'un de gueules, mouvant d'une muraille crénelée et défendue d'une tour et deux demies mouvant de la pointe et des flancs, le tout d'argent maçonné et ajouré de sable ; au chef d'azur chargé de trois coquilles d'argent. |
| Blason de Moncaup | Détails | Le statut officiel du blason reste à déterminer. |

| Blason de Monein | Blason  | De sinople au chef chevronné d'or et de sable.   |
| Blason de Monein | Détails | Le statut officiel du blason reste à déterminer. |

| Blason de Montaner | Blason  | Écartelé d'or à une vache de gueules clarinée d'azur, et du même à une lettre M d'argent. |
| Blason de Montaner | Détails | Le statut officiel du blason reste à déterminer.                                          |

| Blason de Morlaàs | Blason  | D'azur à la croix d'or cantonnée de vingt besants du même.                                                                           |
| Blason de Morlaàs | Détails | L'Armorial d'Hozier attribue à la ville les armes fantaisistes blasonnées en alias. Le statut officiel du blason reste à déterminer. |
| Blason de Morlaàs | Alias   | Losangé d'argent et de sable, à la bordure de sinople.                                                                               |

| Blason de Mourenx | Blason  | Parti de gueules à deux têtes de vaches contournées d’argent, et de sable à l’immeuble d’argent chargé d'une flamme de gueules, à la roue de moulin d’argent, en pointe, brochant sur l’immeuble.                                 |
| Blason de Mourenx | Détails | Différences entre dessin et blasonnement : Le blason ci-contre présente de multiples différences sans sourçage. La municipalité porte des armes blasonnées telles que ci-dessus. Le statut officiel du blason reste à déterminer. |

| Blason à dessiner | Blason  | Parti: au 1er d'azur à l'église d'argent, ouverte et ajourée de sable, posée sur un mont de sinople, au 2e de gueules à la plume d'argent dans un encrier de sable. |
| Blason à dessiner | Détails | Le statut officiel du blason reste à déterminer. |

Pas d'information pour les communes suivantes : Malaussanne, Mascaraàs-Haron, Maslacq, Masparraute, Maspie-Lalonquère-Juillacq, Maucor, Maure (Pyrénées-Atlantiques), Mazerolles (Pyrénées-Atlantiques), Meillon, Mendionde, Menditte, Méracq, Méritein, Mialos, Miossens-Lanusse, Momy, Monassut-Audiracq, Moncayolle-Larrory-Mendibieu, Moncla, Monpezat, Monségur (Pyrénées-Atlantiques), Mont (Pyrénées-Atlantiques), Mont-Disse, Montagut, Montardon, Montaut (Pyrénées-Atlantiques) , Montfort (Pyrénées-Atlantiques), Montory, Morlanne, Mouguerre, Mouhous, Moumour 
- Haut – A
- B
- C
- D
- E
- F
- G
- H
- I
- J
- K
- L
- M
- N
- O
- P
- Q
- R
- S
- T
- U
- V
- W
- X
- Y
- Z

## N
| Blason de Navarrenx | Blason  | D’azur à une fleur de lis d’or surmontée d’un lambel de gueules*                                              |
| Blason de Navarrenx | Détails | * Il y a là non-respect de la règle de contrariété des couleurs : ces armes sont fautives (gueules sur azur). |

| Blason de Nay | Blason  | D’azur à deux béliers affrontés d'or surmontés de trois croisettes d'argent, au chef cousu de gueules* chargé de trois étoiles d'or. |
| Blason de Nay | Détails | Différences entre dessin et blasonnement : position des croisettes. L'armorial de france donne différentes position pour des croissants. * Ces armes emploient le terme « cousu » dans le seul but de contrevenir à la règle de contrariété des couleurs : elles sont fautives. |
| Blason de Nay | Alias   | D’azur à un bélier d'or, au chef cousu de gueules chargé du mot NAY en lettres capitales d'or. |

Pas d'information pour les communes suivantes : Nabas, Narcastet, Narp, Navailles-Angos, Noguères, Nousty
- Haut – A
- B
- C
- D
- E
- F
- G
- H
- I
- J
- K
- L
- M
- N
- O
- P
- Q
- R
- S
- T
- U
- V
- W
- X
- Y
- Z

## O
| Blason de Oloron-Sainte-Marie | Blason  | D'argent à une vache de gueules accornée, colletée et clarinée d'azur, surmontée d'une croisette tréflée du même. |
| Blason de Oloron-Sainte-Marie | Détails | Le statut officiel du blason reste à déterminer.                                                                  |

| Blason de Orègue | Blason  | Écartelé: aux 1er et 4e d'azur au loup arrêté d'argent, aux 2e et 3e de gueules à trois chevrons d'or. |
| Blason de Orègue | Détails | Le statut officiel du blason reste à déterminer.                                                       |

| Blason de Orthez | Blason  | De gueules à un pont de quatre arches inégales surmonté en son milieu d'une tour crénelée et couverte, le tout d'argent maçonné de sable, la tour accostée de deux clefs d'or adossées. |
| Blason de Orthez | Détails | Le statut officiel du blason reste à déterminer. |

| Blason de Ossenx | Blason  | Losangé d’or et d’azur, au pal de sable brochant. |
| Blason de Ossenx | Détails | Le statut officiel du blason reste à déterminer.  |

| Blason de Osserain-Rivareyte | Blason  | Parti d'argent à trois têtes tranchées de loup de sable ensanglantées de gueules ; et de gueules au chevron d'argent accompagné de trois étoiles du même ; à la bordure d'or chargée de huit fleurs de lys d'azur. |
| Blason de Osserain-Rivareyte | Détails | Le statut officiel du blason reste à déterminer. |

| Blason de Ossès | Blason  | De sinople à un roc d'argent surmonté d'une aigle éployée. |
| Blason de Ossès | Détails | Le statut officiel du blason reste à déterminer.           |

| Blason de Ostabat-Asme | Blason  | D'argent à la fasce coupée d'or et d'azur accompagnée en pointe de deux vaches affrontées de gueules. |
| Blason de Ostabat-Asme | Détails | Le statut officiel du blason reste à déterminer.                                                      |

Pas d'information pour les communes suivantes : Ogenne-Camptort, Ogeu-les-Bains, Oraàs, Ordiarp, Orin, Orion (Pyrénées-Atlantiques), Orriule, Orsanco, Os-Marsillon, Ossas-Suhare, Osse-en-Aspe, Ouillon, Ousse (Pyrénées-Atlantiques), Ozenx-Montestrucq 
- Haut – A
- B
- C
- D
- E
- F
- G
- H
- I
- J
- K
- L
- M
- N
- O
- P
- Q
- R
- S
- T
- U
- V
- W
- X
- Y
- Z

## P
| Blason de Pardies | Blason  | Écartelé : au 1er de Béarn, au 2d d'argent à deux chaînes de sable posées en chevron renversé, accompagnées en chef d'une croisette pattée partie de gueules et d'azur, au 3e d'or à un chêne de sinople, au 4e de pourpre à un derrick de sable à la base enflammée d'or, senestré en chef d'une cornue brochante d'argent. |
| Blason de Pardies | Détails | Le statut officiel du blason reste à déterminer. |

| Blason de Pau | Blason  | D'azur à une barrière de trois pals aux pieds fichés d'argent, sommée d'un paon rouant d'or, accompagnée en pointe entre les pals de deux vaches affrontées et couronnées du même ; au chef du même chargé d'une écaille de tortue au naturel surmontée d'une couronne royale fermée d'azur, rehaussée d'or, adextrée de la lettre H capitale et senestrée du nombre IV en chiffres romains, le tout du champ. |
| Blason de Pau | Détails | Le statut officiel du blason reste à déterminer. |

| Blason de Pontacq | Blason  | De gueules à une oie essorante d'argent, au chef cousu d'azur* chargé du mot PONTACQ d'or. Devise / Cri« melior vigilentia somno ».                       |
| Blason de Pontacq | Détails | * Ces armes emploient le terme « cousu » dans le seul but de contrevenir à la règle de contrariété des couleurs : elles sont fautives : azur sur gueules. |

Pas d'information pour les communes suivantes : Parbayse, Pardies-Piétat, Peyrelongue-Abos, Piets-Plasence-Moustrou, Poey-d'Oloron, Poey-de-Lescar, Pomps, Ponson-Debat-Pouts, Ponson-Dessus, Pontiacq-Viellepinte, Portet, Pouliacq, Poursiugues-Boucoue, Préchacq-Josbaig, Préchacq-Navarrenx, Précilhon, Puyoô.
Pagolle porte un pseudo-blason.
- Haut – A
- B
- C
- D
- E
- F
- G
- H
- I
- J
- K
- L
- M
- N
- O
- P
- Q
- R
- S
- T
- U
- V
- W
- X
- Y
- Z

## R
Aucune des communes des Pyrénées-Atlantiques dont le nom commence par R Ramous, Rébénacq, Ribarrouy, Riupeyrous, Rivehaute, Rontignon, Roquiague) ne porte à ce jour de blason. 

## S
| Blason de Saint-Esteben | Blason  | D'or à l'arbre de sinople sommé d'une pie au naturel. |
| Blason de Saint-Esteben | Détails | Le statut officiel du blason reste à déterminer.      |

| Blason de Saint-Étienne-de-Baïgorry | Blason  | D'or à trois trangles ondées d'azur, au chef du même chargé d'un croissant versé d'argent et à une champagne également d'azur chargée d'une étoile à huit rais d'argent. —OU— D'azur à la fasce d'or chargée de trois trangles ondées du champ, surmontée d'un croissant versé d'argent et soutenu d'une étoile à huit rais du même. |
| Blason de Saint-Étienne-de-Baïgorry | Détails | Le statut officiel du blason reste à déterminer. |

| Blason de Saint-Jean-de-Luz | Blason  | Coupé d'azur au vaisseau équipé de sable, habillé d'argent, voguant et brochant sur une onde de même ; et d'un parti de gueules au lion d'or couronné d'une couronne de vicomte du même, et d'azur à une crosse épiscopale d'argent posée en pal. |
| Blason de Saint-Jean-de-Luz | Détails | Le statut officiel du blason reste à déterminer. |

| Blason de Saint-Jean-Pied-de-Port | Blason  | De gueules à un château d'argent senestré de Saint Jean-Baptiste de carnation, nimbé et vêtu d'or, la main droite pointée vers le château et tenant de la main gauche une croix d'or ornée d'une banderole d'argent chargée de l'inscription "SAN JUAN" en lettres capitales de sable, le château soutenu des chaînes de Navarre d'or se rattachant au centre à une émeraude de sinople, et Saint Jean soutenu d'un agneau couché d'argent. |
| Blason de Saint-Jean-Pied-de-Port | Détails | Conflit héraldique : le château est représenté ouvert, ajouré et maçonné de sable. Le statut officiel du blason reste à déterminer. |

| Blason de Saint-Jean-le-Vieux | Blason  | D'or à neuf besants-tourteaux partis d'argent et de gueules, 3 3 et 3. |
| Blason de Saint-Jean-le-Vieux | Détails | Le statut officiel du blason reste à déterminer.                       |

| Blason de Saint-Just-Ibarre | Blason  | Écartelé : au 1er d'azur à un pèlerin capuchonné marchant le tout d'argent, s'appuyant de la main senestre sur un bourdon de sable à la gourde du second, surmonté à dextre d'un cœur croisé et à senestre d'une coquille, le tout d'or ; au 2d du même à une montagne de sinople issant d'une rivière d'argent mouvant de la pointe, au 3e d'or à un hêtre arraché au naturel, fruité du champ, au 4e d'azur à une brebis passante au naturel accornée d'or, surmontée d'une palombe volante d'argent. |
| Blason de Saint-Just-Ibarre | Détails | Le statut officiel du blason reste à déterminer. |

| Blason de Saint-Martin-d'Arberoue | Blason  | Bandé de gueules et d'hermine de quatre pièces. |
| Blason de Saint-Martin-d'Arberoue | Détails | Différences entre dessin et blasonnement : L'écu ci-contre représente quatre bandes de gueules sur un écu d'hermines, et non un bandé. Il ne doit donc pas être pris pour référence. Le statut officiel du blason reste à déterminer. |

| Blason de Saint-Martin-d'Arrossa | Blason  | D'azur à la tour d'or ouverte et maçonnée de sable, adextrée d'une massue d'argent posée en bande et soutenue d'une burelle ondée d'argent côtoyée de deux filets ondés du même.                               |
| Blason de Saint-Martin-d'Arrossa | Détails | Différences entre dessin et blasonnement : onde et non terrasse ; le dessin ne représente pas de burelle ondée d'argent côtoyée de deux filets ondés du même. Le statut officiel du blason reste à déterminer. |

| Blason de Saint-Michel | Blason  | Écartelé : au 1er d'or à deux crosses de Roncevaux affrontées de sinople posées en pal et rangées en fasce, au 2d de sinople à la brebis au naturel accornée d'or ; au 3e de sinople au mur de façade navarraise d'argent maçonné de sable, portillé de tenné et sommé d'une fenêtre d'argent filetée de sable ; au 4e d'or à l'aigle au vol abaissé de sable. |
| Blason de Saint-Michel | Détails | Le statut officiel du blason reste à déterminer. |

| Blason de Saint-Palais | Blason  | De Navarre plain |
| Blason de Saint-Palais | Détails | Rien ne justifie le port par cette ville des pleines armes du Royaume de Navarre, aussi ces armes sont à prendre avec recul quant à leur statut légal. |

| Blason de Saint-Pée-sur-Nivelle | Blason  | Écartelé de Foix, et d'azur à trois chaudrons d'or. |
| Blason de Saint-Pée-sur-Nivelle | Détails | Le statut officiel du blason reste à déterminer.    |

| Blason de Saint-Pierre-d'Irube | Blason  | D'or au chevron d'azur chargé de trois coquilles de limaçons du champ, accompagné en pointe d'une hydre de sinople à quatre têtes lampassées de gueules, dont l'une est en partie tranchée et dégouttante du même, et en chef de deux canons adossés de sable. |
| Blason de Saint-Pierre-d'Irube | Détails | Le statut officiel du blason reste à déterminer. |

| Blason de Salies-de-Béarn | Blason  | Écartelé : au 1er de gueules à un samau d'argent pendant à un baton d'or, au chef cousu d'azur* chargé de trois étoiles d'or ; au 2d d'azur à une vire d'argent, au 3e d'argent à trois fleurs de lys de sable rangées en fasce ; au 4e du Béarn. |
| Blason de Salies-de-Béarn | Détails | * Ces armes emploient le terme « cousu » dans le seul but de contrevenir à la règle de contrariété des couleurs : elles sont fautives : azur sur gueules. Le statut officiel du blason reste à déterminer.                                        |
| Blason de Salies-de-Béarn | Alias   | De gueules à un samau d'argent pendant à un bâton d'or, au chef cousu d'azur* chargé de trois étoiles d'or. |
| Blason de Salies-de-Béarn | Alias   | D'azur à une clef d'argent entrelacée d'une lettre capitale S du même. |

| Blason de Sames | Blason  | Coupé d'azur au cheval passant contourné d'argent et sellé de gueules ; et d'un parti de sinople à la bande d'argent chargée d'une jumelle d'azur, et de gueules à la croix de Malte d'argent. |
| Blason de Sames | Détails | Le statut officiel du blason reste à déterminer. |

| Blason de Samsons-Lion | Blason  | Écartelé: aux 1er et 4e d'azur au lion d'or, au 2e d'or au flacon de gueules, au 3e d'or à la palme de sinople posée en bande. |
| Blason de Samsons-Lion | Détails | Le statut officiel du blason reste à déterminer.                                                                               |

| Blason de Sare | Blason  | D'azur à la cuirasse d'argent surmontée d'un casque du même et accompagnée de trois fleurs de lys d'or. |
| Blason de Sare | Détails | Le statut officiel du blason reste à déterminer.                                                        |

| Blason de Sault-de-Navailles | Blason  | Écartelé : aux 1) et 4) d'argent à un sanglier passant de sable ; aux 2) et 3) d'azur à l'aigle bicéphale au vol abaissé d'or. |
| Blason de Sault-de-Navailles | Détails | Le statut officiel du blason reste à déterminer.                                                                               |

| Blason de Sauvelade | Blason  | Écartelé : au 1er de Béarn, au 2e d'azur à la coquille renversée d'or, au 3e d'argent à l'arbre au naturel soutenu d'un listel du champ chargé de l'inscription « SILVALATA » de sable, au 4e parti d'or et de gueules. |
| Blason de Sauvelade | Détails | Le statut officiel du blason reste à déterminer. |

| Blason de Sauveterre-de-Béarn | Blason  | De sinople à une vache d'or, au chef cousu d'azur* chargé d'une croisette pattée d'argent.                                                                                      |
| Blason de Sauveterre-de-Béarn | Détails | * Ces armes emploient le terme « cousu » dans le seul but de contrevenir à la règle de contrariété des couleurs : elles sont fautives : Le chef cousu d'azur n'est pas valable. |
| Blason de Sauveterre-de-Béarn | Alias   | D'or à sept mâcles d'azur ordonnés 3,3,1, au chef de sinople. |

| Blason de Sedzère | Blason  | Tiercé en pairle renversé : au 1er de gueules à la croix de Malte d'argent, au 2e d'or à deux vaches de gueules accornées, colletées et clarinées d'azur, au 3e de sinople à la fasce ondée d'argent chargée d'une cotice ondée d'azur et à deux clés de sable passées en sautoir brochant sur la fasce. |
| Blason de Sedzère | Détails | Présent sur le site de la mairie. |

| Blason de Sévignacq-Meyracq | Blason  | D’argent à trois fasces abaissées d’azur surmontées d’un sanglier de sable. |
| Blason de Sévignacq-Meyracq | Détails | Le statut officiel du blason reste à déterminer.                            |

| Blason de Soumoulou | Blason  | Écartelé : au 1er d'or à l'étoile de gueules, au 2d d'azur à la fleur de lis d'or, au 3e d'azur au lévrier courant d'or, au 4e de Béarn. |
| Blason de Soumoulou | Détails | Le statut officiel du blason reste à déterminer.                                                                                         |

| Blason de Souraïde | Blason  | D'or au lion de gueules cantonné en chef de deux coquilles au naturel. |
| Blason de Souraïde | Détails | Les coquilles pouvant avoir plusieurs couleurs distinctes en milieu naturel, une représentation de ces armes avec des coquilles d'autres couleurs naturelles, restera valable. |

| Blason de Suhescun | Blason  | Écartelé d'azur à trois coquilles d'argent rangées en pal ; et d'argent à deux vaches de gueules également rangées en pal. |
| Blason de Suhescun | Détails | Le statut officiel du blason reste à déterminer.                                                                           |

| Blason de Susmiou | Blason  | Coupé ondé mi parti en chef: au 1) de sinople à l'épi de maïs d'or, au 2) d'or à deux vaches de gueules accornées, accolées et clarinées d'azur, l'une au-dessus de l'autre, au 3) d'azur à la bande ondée réduite côtoyée à dextre d'une cotice ondée et à senestre d'un saumon courbé en bande, le tout d'argent |
| Blason de Susmiou | Détails | Création JF Binon. .Adoption avril 2024. |

Pas d'information pour les communes suivantes : Saint-Abit, Saint-Armou, Saint-Boès, Saint-Castin, Saint-Dos, Saint-Faust, Saint-Girons-en-Béarn, Saint-Gladie-Arrive-Munein, Saint-Goin, Saint-Jammes, Saint-Jean-Poudge, Saint-Laurent-Bretagne, Saint-Médard (Pyrénées-Atlantiques), Saint-Pé-de-Léren, Saint-Vincent (Pyrénées-Atlantiques), Sainte-Colome, Sainte-Engrâce, Salles-Mongiscard, Sallespisse, Sarpourenx, Sarrance, Saubole, Saucède, Sauguis-Saint-Étienne, Sauvagnon, Séby, Sedze-Maubecq, Sedzère, Séméacq-Blachon, Sendets (Pyrénées-Atlantiques), Serres-Castet, Serres-Morlaàs, Serres-Sainte-Marie, Sévignacq, Simacourbe, Siros, Sus
- Haut – A
- B
- C
- D
- E
- F
- G
- H
- I
- J
- K
- L
- M
- N
- O
- P
- Q
- R
- S
- T
- U
- V
- W
- X
- Y
- Z

## T
| Blason de Tardets-Sorholus | Blason  | Losangé d'or et de gueules.                      |
| Blason de Tardets-Sorholus | Détails | Le statut officiel du blason reste à déterminer. |

| Blason de Thèze | Blason  | D'or fretté de gueules, à la fasce d'hermine brochant sur le tout. |
| Blason de Thèze | Détails | Le statut officiel du blason reste à déterminer.                   |

Pas d'information pour les communes suivantes : Tabaille-Usquain, Tadousse-Ussau, Taron-Sadirac-Viellenave, Tarsacq, Trois-Villes
- Haut – A
- B
- C
- D
- E
- F
- G
- H
- I
- J
- K
- L
- M
- N
- O
- P
- Q
- R
- S
- T
- U
- V
- W
- X
- Y
- Z

## U
| Blason de Uhart-Cize | Blason  | Coupé d'un parti d'or à deux fasces ondées d'azur, au franc-quartier du même à un avant mur adextré d'un porche couvert, ouvert et ajouré du champ et surmonté d'un clocher ajouré du même, le tout d'argent et maçonné de sable ; et d'argent à trois fasces de gueules ; en pointe d'azur à un pommier au naturel fruité de gueules, terrassé de sinople et à un chaudron d'argent posé sur la terrasse, brochant sur le fût, cantonné de quatre coquilles d'or. |
| Blason de Uhart-Cize | Détails | Différences entre dessin et blasonnement : position des coquilles en chevron renversé non blasonné. * Il y a là non-respect de la règle de contrariété des couleurs : ces armes sont fautives (sinople sur azur). Le statut officiel du blason reste à déterminer. |

| Blason de Uhart-Mixe | Blason  | Coupé d'azur à un Oratoire d'argent ouvert, essoré et sommé d'une croisette de sable, prolongé à senestre d'un abri ouvert du même et accompagné sur le flanc senestre de trois coquilles d'argent rangées en pal ; et d'or à une fasce ondée d'azur surmontée de quatre étoiles de gueules rangées en fasce. |
| Blason de Uhart-Mixe | Détails | Conflit héraldique : la porte, le toit et la croix de l'Oratoire ainsi que le toit de l'abri sont représentés de tenné. Le statut officiel du blason reste à déterminer. |

| Blason de Urcuit | Blason  | Tranché de sinople et de gueules chargé chacun de trois oiseaux d'argent volants de face rangés en pal, au chef d'argent à la couronne antique voûtée cousue d'or* issante du chef, surmontée des initiales de sable URKETA et à la champagne cousue d'azur* chargée d'un saumon contourné d'argent. |
| Blason de Urcuit | Détails | * Il y a là non-respect de la règle de contrariété des couleurs : ces armes sont fautives (or sur argent et azur sur sinople). |

| Blason de Urepel | Blason  | Écartelé : au 1er d'or au rais d'escarboucle pommeté et fleuronné de gueules, et allumé de sinople, au 2d du même à deux brebis au naturel accornées d'or rangées en pal, au 3e troisième de gueules aux initiales accolées VE d'or, au 4e d'or à trois fasces ondées d'azur ; sur le tout du même à une plume d'or posée en barre. |
| Blason de Urepel | Détails | Le statut officiel du blason reste à déterminer. |

| Blason de Urrugne | Blason  | D'or au lion de gueules tenant dans sa patte dextre un dard péri en barre du même la pointe en haut, parti d'azur à une fleur de lys d'or. |
| Blason de Urrugne | Détails | Le statut officiel du blason reste à déterminer.                                                                                           |

| Blason de Urt | Blason  | D'azur à un pont droit alésé de trois arches de gueules° maçonné de sable, accompagné en chef d'une étoile d'argent, et en pointe de deux saumons du même nageant l'un sur l'autre, celui de la pointe contourné. |
| Blason de Urt | Détails | * Il y a là non-respect de la règle de contrariété des couleurs : ces armes sont fautives (gueules sur azur). |

| Blason de Ustaritz | Blason  | D'or au lion de gueules tenant dans sa patte dextre un dard péri en barre du même la pointe en haut, parti d'azur à une fleur de lys d'or. |
| Blason de Ustaritz | Détails | Le statut officiel du blason reste à déterminer.                                                                                           |

Pas d'information pour les communes suivantes : Urdès, Urdos, Urost, Uzan, Uzein, Uzos
- Haut – A
- B
- C
- D
- E
- F
- G
- H
- I
- J
- K
- L
- M
- N
- O
- P
- Q
- R
- S
- T
- U
- V
- W
- X
- Y
- Z

## V
| Blason de Vielleségure | Blason  | D'or à trois pals de gueules, à une tête de loup arrachée de sable accompagné d'un trescheur pommeté de onze pièces du même, brochant sur le tout. |
| Blason de Vielleségure | Détails | Le statut officiel du blason reste à déterminer.                                                                                                   |

| Blason de Villefranque | Blason  | Parti d'or à un lion de gueules tenant dans sa patte dextre un dard du même péri en barre, la pointe en haut ; et d'azur à une fleur de lys d'or ; un chêne arraché de sinople et une croix latine d'argent issante de l'arbre brochant sur la partition. |
| Blason de Villefranque | Détails | Le statut officiel du blason reste à déterminer. |

Pas d'information pour les communes suivantes : Verdets, Vialer, Viellenave-d'Arthez, Viellenave-de-Navarrenx, Vignes (Pyrénées-Atlantiques), Viodos-Abense-de-Bas, Viven 
- Haut – A
- B
- C
- D
- E
- F
- G
- H
- I
- J
- K
- L
- M
- N
- O
- P
- Q
- R
- S
- T
- U
- V
- W
- X
- Y
- Z